# Johann von Reumont

Johann von Reumont

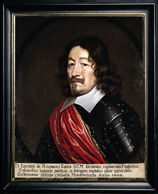
Johann von Reumont

Johann von Reumont (* um 1590; † 10. März 1672 in Münster) war gebürtiger Wallone, Obrist und Stadtkommandant von Münster in Westfalen während der Verhandlungen zum Westfälischen Frieden.

## Leben und Wirken
Die adelige Familie Reumont war seit dem 12. Jahrhundert in der Wallonie, dem östlichen Teil des heutigen Belgien, ansässig. Johann von Reumont wurde um 1590 in der Nähe von Florenville im französischsprachigen Teil des Großherzogtums Luxemburg geboren, das damals Teil der Spanischen Niederlande war. Seine Eltern waren Ferry de Reumont, Seigneur de Nannireux, und Barbe de Francq, die um 1585 die Ehe schlossen.
Reumont trat in spanische Militärdienste und kämpfte 1617 in Italien gegen die Savoyer und 1618 in Böhmen zur Unterstützung der österreichischen Habsburger bei der Niederschlagung des Ständeaufstands, mit dem der Dreißigjährige Krieg ausbrach. Als Hauptmann einer wallonischen Kompanie von Fußsoldaten nahm er bis Ende 1620 an der Einnahme von Prachatitz und Písek sowie der Schlacht am Weißen Berg teil. Nach der Niederlage der böhmischen Stände gegen katholisch-kaiserliche und spanische Truppen war er auch gegen den ungarischen Thronprätendenten Gabriel Bethlen bei Preßburg im Einsatz. Anschließend zog er mit den spanischen Truppen in den 1621 nach Ablauf des Zwölfjährigen Waffenstillstands wieder ausgebrochenen Spanisch-Niederländischen Krieg. In der Schlacht bei Fleurus am 29. August 1622 wurde er verwundet.
1631 wechselte er in kaiserlichen Dienste, in denen er 1636 zum Obristen aufstieg und Kommandant eines Infanterieregiments wurde. Dieses war ab dem Jahr 1641 in Dorsten stationiert. Nach der Wahl Münsters zum Verhandlungsort zum Westfälischen Frieden bot ihm die Stadt das Kommando über das Stadtregiment an. Er sollte damit für die Sicherheit der Konferenzteilnehmer und die Einhaltung der Neutralität Münsters sorgen. Johann von Reumont nahm diese Kommandantur an, nachdem ihm versichert wurde, nach den Verhandlungen sein altes Regiment zurückzuerhalten.
Seinen Dienst für die Stadt Münster trat er im Oktober 1643 an. Er erhielt dafür einen Jahressold von 1.000 Reichstalern. Bereits 1646 wurde er in den Rang eines kaiserlichen Generalwachtmeisters erhoben. Im Jahre 1649 erhielt er den Titel eines Reichsritters. Er blieb bis zum 5. April 1651 im Dienste der Stadt, nachdem auch die letzten Gesandten Münster verlassen hatten. Daraufhin trat er in den Dienst des münsterschen Fürstbischofs Christoph Bernhard von Galen. Im Zuge der Konfrontation zwischen von Galen und Münster, bei der die Stadt die Unabhängigkeit von ihrem Landesherren anstrebte, wurde Johann von Reumont nochmals 1655 und letztmals 1657 zum Stadtkommandanten ernannt. 1655 übernahm er das Amt nach dem Vergleich von Schöneflieth, bis der Fürstbischof nach wenigen Monaten seine Truppen aus Münster wieder abzog. Nach der Belagerung 1657, bei der Reumont die Infanterie befehligte, übernahm er erneut bis 1660 das Kommando über Münster. Vermutlich in der ersten Jahreshälfte 1660 quittierte er den Dienst und lebte auf seinem 1656 erworbenen Gut Holthausen bei Wolbeck oder in Münster, wo er 1672 starb und in der Lambertikirche begraben wurde. Für sein fortdauernd gutes Verhältnis zur Stadt spricht, dass er zwischen 1649 und 1661 mehrfach beträchtliche Geldsummen beim Gruetamt, der städtischen Bank, anlegte.

## Familie
Reumont heiratete in erster Ehe Philibert d'Awans, die ihm fünf Söhne schenkte. Aus zweiter Ehe mit Maria Dreihues aus einer münsterischen Bürgerfamilie wurde ihm 1637 der Sohn Johann Albert geboren. In dritter Ehe war er mit einer Johanna Sabina Catharina vermählt, deren Familie unbekannt ist; aus dieser Ehe stammten die Söhne Gerhard Cornelius und Joachim Dietrich, beide später auch fürstbischöfliche Offiziere.